# الانقلاب العسكري التركي 1971
حدث الانقلاب العسكري التركي عام 1971 في 12 مارس من ذلك العام، ويعد ثاني انقلاب عسكري في جمهورية تركيا، بعد أحد عشر عامًا من سابقه الذي حدث عام 1960. وعُرف باسم «انقلاب المذكرة»، وهي مذكرة عسكرية أرسلها الجيش بدلاً من الدبابات، كما فعل في الانقلاب السابق. ولقد جاء ذلك وسط تفاقم النزاع الداخلي ولكن في نهاية الأمر لم يحدث تغييرًا يذكر لإيقاف تلك الظاهرة.

## الخلفية
شهدت تركيا العديد من أعمال العنف والاضطرابات طوال أيام الستينيات من القرن العشرين. وأثار الركود الاقتصادي في أواخر هذا العقد موجة من الاضطرابات الاجتماعية والتي تمثلت في المظاهرات التي تجوب الشوارع، واضرابات العمال، والاغتيالات السياسية. كما تم تشكيل حركات عمالية وطلابية يسارية تعارضها الجماعات اليمينية القومية المسلحة والإسلامية. وقام الجناح اليساري بتنفيذ هجمات تفجيرية، وعمليات سرقة، واختطاف؛ ومنذ نهاية عام 1968، وعلى نحو متزايد خلال عامي 1969 و 1970، كان يقابل العنف اليساري بعنف يميني متطرف، بل ويتجاوزه، خاصة من منظمة الذئاب الرمادية. وعلى الجانب السياسي، عانت أيضًا حكومة رئيس الوزراء سليمان ديميريل، المكونة من حزب العدالة اليميني المعتدل والتي أعيد انتخابها عام 1969، من المشكلة. فقد انشق العديد من الفصائل داخل حزبه مكونين مجموعات خاصة بهم، مما أدى إلى الحد من أغلبيته البرلمانية تدريجيًا، وبالتالي توقفت العملية التشريعية.
بحلول يناير عام 1971، عمّت الفوضى أرجاء تركيا. وتوقفت الجامعات عن العمل. وقام الطلاب بسرقة البنوك، وخطف الجنود الأمريكيين، ومهاجمة أهداف أمريكية محاكين بذلك العصابات الحضرية في أمريكا اللاتينية. كما تم قصف منازل أساتذة الجامعات الذين ينتقدون الحكومة من جانب نشطاء الفاشية الجديدة. وكان هناك إضراب في المصانع، وتوقف العمل منذ 1 يناير وحتى 12 مارس لعام 1971 عن أي عام سابق. وأصبحت الحركة الإسلامية أكثر عدوانية، وقام حزبها حزب النظام الوطني، برفض أتاتورك والفكر الكمالي بشكل علني، مما أثار غضب القوات المسلحة. وبدت حكومة ديميريل، التي أضعفتها الانشقاقات، مشلولة وعاجزة عن محاولة إيقاف ثورات الجامعات والعنف في الشوارع وغير قادرة على إصدار أي قوانين جادة بشأن الإصلاح الاجتماعي والمالي.

## الانقلاب
قام رئيس هيئة الأركان العامة التركية، ممدوح تاجماك، في 12 مارس بتسليم رئيس الوزراء مذكرة تصل لحد إنذار أخير من القوات المسلحة. وطالب فيها "بتشكيل حكومة قوية ذات مصداقية في إطار المبادئ الديمقراطية، تضع حدًا للوضع الفوضوي الحالي وتطبق، من خلال وجهات نظر أتاتورك، القوانين الإصلاحية المنصوص عليها في الدستور، لإنهاء "الفوضى، والصراع بين الأشقاء، والاضطرابات الاجتماعية والاقتصادية". وإذا لم تتم تلبية هذه المطالب فإن الجيش سوف "يمارس واجبه الدستوري" ويتولّى السلطة. وقدّم ديميريل استقالته بعد اجتماع استمر ثلاث ساعات مع حكومته؛ واستنكر زعيم المعارضة والسياسي المخضرم، عصمت إينونو، بشدة أي تدخل عسكري في السياسة. وفي حين كانت الأسباب الدقيقة للتدخل متنازعًا عليها، كان هناك ثلاثة دوافع شاملة وراء المذكرة. أولاً، يرى كبار القادة أن ديميريل فقد السيطرة على الحكم، ولم يتمكن من التعامل مع الاضطرابات العامة المتزايدة كما عجز عن ملاحقة الإرهاب السياسي، ولذلك فهم يرغبون في إعادة الاستقرار للبلاد. ثانيًا، يبدو أن العديد من الضباط لم يكونوا مستعدين لتحمل مسؤولية الإجراءات العنيفة للحكومة، مثل ما حدث من قمع للمتظاهرين من العمال في إسطنبول في يونيو الماضي؛ ويعتقد الأعضاء الأكثر تطرفًا أن الإكراه وحده لا يكفي لإيقاف الاضطرابات الشعبية والحركات الثورية الماركسية وأن الإصلاحية الاقتصادية والاجتماعية التي خلفها انقلاب 1960 لا بد وأن توضع قيد التنفيذ. وأخيرًا، استنتجت أقلية من كبار الضباط أنه كان من المستحيل أن يحدث تقدم في نظام ديمقراطي ليبرالي، وأن التسلط سيجعل من تركيا أكثر مساواة واستقلالية و"عصرية"؛ بينما رأى ضباط آخرون ضرورة التدخل ولو حتى لإحباط هذه العناصر المتطرفة فقط.
لم يكن الانقلاب أمرًا مفاجئًا لمعظم الأتراك، ولكن الاتجاه الذي سار فيه كان غير مؤكد، كما أن طبيعته الجماعية جعلت من الصعب تمييز أي فصيل من القوات المسلحة تولى المبادرة. وكان أمل النخبة الفكرية الليبرالية أن يكون الجناح الراديكالي للإصلاح بقيادة قائد القوات الجوية، محسن باتور، هو من فضل تنفيذ الإصلاحات المنصوص عليها في دستور عام 1961، وبالتالي شجعتهم المذكرة. وتبددت آمالهم عندما تبين أن القيادة العليا قد استولت على السلطة ويحركها شبح الخطر الشيوعي، وليس جماعة راديكالية من الضباط كما هو الحال في عام 1960. (كان هناك شائعات بأن القيادة العليا عملت على استباق حركة مماثلة من خلال صغار الضباط، وعلى ما يبدو فلقد تم تأكيد الفكرة عندما تقاعد عدد من الضباط بعد فترة وجيزة من المذكرة). وتم إعطاء الأولوية «لاستعادة القانون والنظام»؛ ويعني هذا من الناحية العملية قمع أي جماعة ينظر إليها على أنها يسارية. وفي يوم الانقلاب رفع النائب العام دعوى قضائية ضد حزب العمال بتركيا لقيامة بدعاية شيوعية ودعم النزعة الانفصالية الكردية. كما سعى أيضًا لإغلاق كافة المنظمات الشبابية التابعة لـ Dev-Genç، اتحاد شباب الثورة التركي، والذي ألقي عليه مسؤولية عنف الشباب اليساري، والتحريض في الجامعات والمدن. وقام أفراد الشرطة بتنفيذ عمليات تفتيش في مكاتب نقابة المعلمين والنوادي الجامعية. وأثارت هذه الإجراءات أعمال القصاص من جانب «الشباب المثالي»، الجناح الشبابي لحزب العمل القومي، وأصبح معلمو القطاعات وأنصار حزب العمال أهدافًا رئيسية. ويبدو أن الدافع الرئيسي لقمع اليسار كان للحد من تمرد اتحاد نقابات العمال، والمطالبة بزيادة الأجور، وتحسين ظروف العمل.
تردد القادة الذين استولوا على السلطة من ممارستها مباشرة؛ ويردعهم عن ذلك المشاكل التي واجهت المجلس العسكري اليوناني. ولم يكن لديهم خيار آخر غير الحكم من خلال مجلس يكون أغلبه من المحافظين، والأحزاب المناهضة للإصلاح، وحكومة «فوق الأحزاب» والتي كان من المتوقع أن تنفذ تلك الإصلاحات. وكان على قادة الجيش إعطاء الأوامر من خلف الكواليس. وقاموا في 19 مارس باختيار الأستاذ نهات إريم لقيادة تلك الحكومة، والذي كان مقبولاً من حزب العدالة والفصيل الأكثر تحفظًا من حزب الشعب الجمهوري. (وشملت أيضًا إينونو الذي تقبل الجنرالات بمجرد اختيارهم لزميله المقرب، ولكن هذا أثار غضب الأمين العام للحزب، بولنت أجاويد، ودفعه إلى الاستقالة من منصبه. ومن جانبه، دعا ديميريل حزبه إلى التزام الهدوء). وقام إريم بتشكيل حكومة تكنوقراطية من خارج المؤسسة السياسية للعمل على تنفيذ برنامج القادة العسكريين للإصلاح الاجتماعي والاقتصادي. واستند النظام على توازن غير متكافئ للسلطة بين الساسة المدنيين والجيش؛ فلم تكن حكومة منتخبة طبيعية ولا ديكتاتورية عسكرية صريحة والتي من الممكن أن تتجاهل تمامًا المعارضة البرلمانية.

## النتائج المترتبة
وفي أبريل، تم حجب السياسة (وتم تأجيل الإصلاحات المتوقعة إلى ما بعد 1973) وذلك عندما عصفت موجة جديدة من الإرهاب من خلال جيش التحرير الشعبي التركي، في شكل عمليات الاختطاف مع طلب الفدية والسطو على البنوك. وأكدت مصادر استخباراتية الشائعات التي تقول بأن المنشقين من صغار الضباط والطلاب العسكريين هم من يوجهون تلك القوة. وفي 27 أبريل، أُعلنت الأحكام العرفية في 11 مقاطعة من ضمن 67 مقاطعة، بما في ذلك المناطق الحضرية الرئيسية والمناطق الكردية. وبعدها تم حظر المنظمات الشبابية، ومنع الاجتماعات النقابية، وحظر منشورات اليساريين (غير الفاشية الجديدة المتشددة)، واعتبار الإضرابات غير شرعية. بعد خطف القنصل الإسرائيلي في 17 مايو، تم اعتقال وتعذيب مئات الطلاب، والشباب الأكاديميين، والكُتاب، والنقابيين التجاريين، ونشطاء حزب العمال ـ ليس فقط اليساريون ولكن من يؤيدون الليبرالية التقدمية. وتم قتل القنصل بعد أربعة أيام من فرض حظر التجوال نهارًا.
واستمر القمع لمدة عامين، مع تجديد القوانين العرفية كل شهرين. ألغت التعديلات الدستورية بعضًا من بقايا الليبرالية الأساسية من دستور عام 1961، وسمحت للحكومة بسلب الحقوق الأساسية في حالة «سوء الاستخدام». استخدمت منظمة الاستخبارات الوطنية (MIT) فيلا زيفربي كمركز للتعذيب، واستعملوا الإكراه النفسي والبدني. كما نشط في نفس المبنى عصابات مضادة، مع إجراء تحقيقات من قبل متخصصين تابعين لهم أساسًا ومدربين في وكالة المخابرات المركزية، مما أدّى إلى سقوط قتلى ووقوع إصابات دائمة. وكان من ضمن الضحايا الصحفي، أوغور مومجو، الذي تم اعتقاله بعد وقت قصير من الانقلاب، والذي كتب فيما بعد أن من قاموا بتعذيبه أخبروه أنه حتى الرئيس لا يمكنه الاقتراب منا.
تولّى فريت ميلين رئاسة الوزراء في أبريل عام 1972، والذي أحدث تغييرًا بسيطًا، وتبعه بعد عام نعيم تالو الذي كانت وظيفته الرئيسية قيادة البلاد حتى الانتخابات. (تمت إعادة التأكيد على أهمية السلطة المدنية في إشارة واضحة حدثت في ما بين شهري مارس وأبريل من عام 1973، وذلك عندما رفض ديميريل وبولنت على غير المتوقع خيار الجنرالات للرئاسة بدلاً من انتخاب فخري ثابت كوروتورك لهذا المنصب من قبل المجلس.)، وبحلول صيف 1973، حقق النظام المدعوم من الجيش معظم مهامه السياسية. وتم تعديل الدستور وذلك لتقوية الدولة ضد المجتمع المدني؛ وتعاملت محاكم خاصة مع جميع أشكال المعارضة بسرعة وبلا رحمة (حيث تم تقديم 3000 شخص لهذه المحاكم قبل إلغائها في عام 1976)؛ واستخدمت الجامعات التي انتهت استقلاليتها لكبح التطرف من الطلاب وأعضاء هيئة التدريس؛ وتم فرض القيود على الإذاعة والتليفزيون والصحف مع تقليص مهام المحكمة الدستورية؛ وأعطي مجلس الأمن القومي مزيدًا من الصلاحيات؛ وبمجرد حل حزب العمال في يوليو 1971، تم استرضاء النقابات التجارية وتركها في فضاء أيديولوجي. وفي شهر مايو هذا تم إيقاف حزب النظام الوطني والذي يترأسه نجم الدين أربكان، والذي ادعت الحكومة أنه أظهر عدم تحيزه في حملة مكافحة الإرهاب، لكنه لم يحاكم وسمح له باستئناف نشاطه في أكتوبر عام 1972؛ وتُرك حزب العمل الوطني والإرهابيون من الجناح اليميني الذين يعملون تحت حمايته بمفردهم بشكل واضح.
وفي أكتوبر 1973، فاز أجاويد، الذي كان قد تفوق على منافسه إينونو بتقلده زعامة حزب الشعب الجمهوري، فوزًا كاسحًا في الانتخابات العامة التركية لعام 1973. ومع ذلك، عادت نفس المشاكل التي أبرزتها المذكرة للظهور مرة أخرى. كما ساهم نظام الحزب المنقسم والحكومات غير المستقرة تحت وطأة الأحزاب اليمينية الصغيرة في حدوث حالة الاستقطاب السياسي. كما تدهورت الحالة الاقتصادية، ونمت منظمة الذئاب الرمادية وكثفت من الإرهاب السياسي مع مرور فترة السبعينيات، وقامت جماعات يسارية أيضًا بأعمال تهدف إلى إحداث الفوضى والانهيار الأخلاقي. وفي عام 1980، في محاولة لاستعادة النظام، نفذ الجيش انقلابًا عسكريًا آخر.

## الحواشي
1. 1 2  Cleveland, William L. A history of the modern Middle East. Westview Pess (2004), ISBN 0-8133-4048-9, p.283
2. 1 2 3  Nohlen, Dieter, et al. (2001) Elections in Asia and the Pacific: A Data Handbook. Oxford University Press, ISBN 0-19-924958-X, p.235
3. 1 2 3 4 5 6  (Zürcher 2004, p. 258)
4. ↑  (Ahmad 1993, p. 147)
5. 1 2  (Ahmad 1993, p. 148)
6. ↑  "Turkish Regime Is Ousted By the Military Leaders", نيويورك تايمز, 13 March 1971, p.1 "نسخة مؤرشفة". مؤرشف من الأصل في 2013-11-09. اطلع عليه بتاريخ 2013-11-09.{{استشهاد ويب}}:  صيانة الاستشهاد: BOT: original URL status unknown (link)
7. ↑  (Hale 1994, pp. 185–6)
8. ↑  (Ahmad 1993, pp. 148–9)
9. ↑  (Ahmad 1993, pp. 149–50)
10. ↑  (Hale 1994, p. 195)
11. ↑  (Ahmad 1993, pp. 150–51)
12. 1 2  (Ahmad 1993, p. 152)
13. ↑  (?nlü 2008, p. 228)
14. ↑  (G?kay 2006, p. 96)
15. ↑  (Ahmad 1993, p. 155)
16. ↑  (Ahmad 1993, p. 156)
17. ↑  (Zürcher 2004, p. 260)
18. ↑  (Zürcher 2004, pp. 259–60)
19. ↑  (Ahmad 1993, p. 163)